# The Beverley Sisters
The Beverley Sisters was een Brits close harmony meidentrio uit de jaren 1950 en 1960.

## Bezetting
- Joy (geb. in Bethnal Green als Joycelyn Victoria Chinery, 5 mei 1924 – 31 augustus 2015)
- Teddie (geb. in Bethnal Green als Hazel P. Chinery, 5 mei 1927)
- Babs (geb. in Bethnal Green als Babette P. Chinery, 5 mei 1927 - - 28 oktober 2018)

## Geschiedenis
De zusters werden geëvacueerd naar Northampton tijdens de Tweede Wereldoorlog en na een carrière als typistes, deden ze succesvol auditie om deel te nemen aan een reclamecampagne voor de drank Ovomaltine.
Fotograaf Jock Ware stimuleerde hen om auditie te doen voor de BBC-radio, hetgeen ze deden in november 1944. Ze wijzigden hun naam in The Beverley Sisters op aanraden van BBC-producent Cecil Madden, die hun manager werd. Ze ontmoetten Glenn Miller, die hen kort voor zijn verdwijning, de gelegenheid bood om op te nemen met leden van zijn orkest. Ze verschenen vooreerst in programma's voor de Allied Expeditionary Forces en maakten opnamen in Bedford.
Direct na de oorlog gingen ze op tournee met Eric Winstone en zijn orkest en verschenen ze regelmatig bij de vroege BBC-tv-programma's. Ze traden ook op voor de Amerikaanse NBC met de overgebleven leden van het Glenn Miller-orkest. Na hun terugkeer naar het Verenigd Koninkrijk, boekte promotor Val Parnell hen om op te treden in het London Palladium met Gracie Fields, alhoewel Fields weigerde, zonder verklaring, met hen op te treden. Het daaropvolgende jaar traden ze op met Danny Kaye. Ze kregen hun eigen tv-series van de BBC, eerst genaamd Three Little Girls on View en later hernoemd naar Those Beverley Sisters, dat zeven jaar lang te zien was met liveoptredens van populaire songs.
In 1951 tekenden ze een platencontract met Columbia Records, daarna met Philips Records en Decca Records, waarna ze weer terugkeerden naar Columbia Records in 1960. Hun grootste hits in de Britse singlehitlijst waren versies van de kerstsongs I Saw Mommy Kissing Santa Claus (#6, 1953) en Little Drummer Boy (#6, 1959).
Hun versie van de traditionele song Greensleeves (#41, 1956) werd hun enige hit in de Verenigde Staten in de Billboard-pophitlijst, met medewerking van het orkest van Roland Shaw. Ze gaven over het algemeen de voorkeur aan livecabaret en tv-optredens boven opname-bezigheden en de song Sisters, geschreven door Irving Berlin en als origineel opgenomen door Rosemary Clooney en haar zus in 1954, werd hun herkenningsmelodie. Er werd beweerd dat Berlin de song had geschreven voor The Beverley Sisters.
De zussen werden wijd erkend als de best betaalde vrouwelijke entertainers in het Verenigd Koninkrijk voor meer dan 20 jaar. In 1952, 1958 en 1978 traden ze op in de Royal Variety Performance. In januari 1961 traden ze op tijdens de radioshow Desert Island Discs. Ook traden ze op in de tv-show Stars on Sunday.
Ze werden het onderwerp van This Is Your Life in 1969, toen ze werden verrast door Eamonn Andrews. Hun carrière kreeg een opleving tijdens de jaren 1980, nadat hun kinderen, die waren begonnen met optreden als The Foxes, hen uitnodigden in het London Hippodrome, aangemoedigd door clubeigenaar Peter Stringfellow. De drie zussen begonnen weer op te treden voor de Britse troepen, maar ook in homoclubs in het Verenigd Koninkrijk. Ze produceerden het nieuwe album Sparkle.
Ze traden op als onderdeel van de feestelijkheden van het gouden jubileum van de koningin in 2002. In hetzelfde jaar toerden ze met Max Bygraves en vierden ze de 50e verjaardag van hun verschijnen in de Royal Variety Performance. Ze namen ook deel aan de 60e verjaardag van de D-Day-herdenkingsconcerten in 2004.
De zussen werden geregistreerd in het Guinness Book of Records in 2002 als 's werelds langst levende groep zonder een wijziging in de originele bezetting. Aan het eind van 2009 verschenen de zussen bij concerten en matineeshows in het Verenigd Koninkrijk. Ze legden verbanden met de Burma Star Association, net als met McCarthy & Stone, waar de zussen werden uitgenodigd om elk nieuw huisvestingsproject te openen, speciaal ontworpen voor gepensioneerden.

## Privéleven en overlijden
Na een kort, vroeg huwelijk met de Amerikaanse muzikant Roger Carocari, dat later werd ontbonden, trouwde Joy met de voetballer en aanvoerder Billy Wright van Wolverhampton Wanderers FC op 28 juli 1958 in Poole, een jaar voor afsluiting van zijn voetballoopbaan. Ze waren 36 jaar getrouwd, totdat Billy overleed aan de gevolgen van kanker in september 1994. Joy overleed in augustus 2015 op 91-jarige leeftijd.
In 2006 werden de zussen elk onderscheiden met de Orde van het Britse Rijk.

## Discografie

### Singles
- 1953: I Saw Mommy Kissing Santa Claus (Philips Records)
- 1956: Willie Can (Decca Records)
- 1956: Greensleeves (London Records)
- 1957: I Dreamed (Decca Records)
- 1959: Little Drummer Boy (Decca Records)
- 1959: Little Donkey (Decca Records)
- 1960: Green Fields (Columbia Records)

### Albums
- 1955: A Date with the Bevs (Philips Records)
- 1960: The Enchanting Beverley Sisters (Columbia Records)
- 1960: Those Beverley Sisters (Decca Records)
- 1961: The World of the Beverley Sisters (Decca Records)
- 1985: Together (EMI Music)
- 1985: Sparkle (K-Tel)
- 1993: Sisters, Sisters: An Evening with the Beverley Sisters (Pickwick Records)
- 1995: Bless 'Em All (Pickwick Records)